# Lyndon Dykes
Lyndon Dykes (sinh ngày 7 tháng 10 năm 1995) là một cầu thủ bóng đá người Scotland gốc Úc thi đấu ở vị trí tiền đạo cắm cho Queen of the South tại Scottish Championship.

## Queen of the South
Dykes đến từ Surfers Paradise Apollo ở Gold Coast, Queensland vào ngày 7 tháng 6 năm 2016, từng thi đấu tại Palmerston Park là một phần của Queens trong mùa giải 2014-15.
Dykes hiện tại thi đấu 64 trận và ghi 9 bàn thắng Doonhamers. Dykes cũng thi đấu 20 trận ở giải cúp và ghi 3 bàn thắng.
Vào ngày 7 tháng 12 năm 2017, Dykes gia hạn hợp đồng giữ anh lại ở Dumfries đến 31 tháng 5 năm 2019.

## Thống kê sự nghiệp

### Câu lạc bộ
Tính đến ngày 8 tháng 5 năm 2021
| Câu lạc bộ          | Mùa giải            | Giải đấu              | Giải đấu | Giải đấu | Cúp quốc gia | Cúp quốc gia | Cúp liên đoàn | Cúp liên đoàn | Khác | Khác | Tổng cộng | Tổng cộng |
| Câu lạc bộ          | Mùa giải            | Hạng                  | Trận     | Bàn      | Trận         | Bàn          | Trận          | Bàn           | Trận | Bàn  | Trận      | Bàn       |
| ------------------- | ------------------- | --------------------- | -------- | -------- | ------------ | ------------ | ------------- | ------------- | ---- | ---- | --------- | --------- |
| Queen of the South  | 2016–17             | Scottish Championship | 30       | 2        | 1            | 0            | 6             | 1             | 3    | 1    | 40        | 4         |
| Queen of the South  | 2017–18             | Scottish Championship | 34       | 7        | 3            | 0            | 4             | 0             | 3    | 1    | 44        | 8         |
| Queen of the South  | 2018–19             | Scottish Championship | 36       | 2        | 4            | 1            | 5             | 3             | 7    | 4    | 52        | 10        |
| Queen of the South  | Tổng cộng           | Tổng cộng             | 100      | 11       | 8            | 1            | 15            | 4             | 13   | 6    | 136       | 22        |
| Livingston          | 2019–20             | Scottish Premiership  | 25       | 9        | 2            | 1            | 6             | 2             | 0    | 0    | 33        | 12        |
| Livingston          | 2020–21             | Scottish Premiership  | 3        | 2        | 0            | 0            | 0             | 0             | 0    | 0    | 3         | 2         |
| Livingston          | Tổng cộng           | Tổng cộng             | 28       | 11       | 2            | 1            | 6             | 2             | 0    | 0    | 36        | 14        |
| Queens Park Rangers | 2020–21             | EFL Championship      | 42       | 12       | 1            | 0            | 0             | 0             | 0    | 0    | 42        | 12        |
| Tổng cộng sự nghiệp | Tổng cộng sự nghiệp | Tổng cộng sự nghiệp   | 170      | 34       | 11           | 2            | 21            | 6             | 13   | 6    | 214       | 48        |

### Quốc tế
Tính đến ngày 26 tháng 3 năm 2024
| Đội tuyển quốc gia | Năm       | Trận | Bàn |
| ------------------ | --------- | ---- | --- |
| Scotland           | 2020      | 7    | 2   |
| Scotland           | 2021      | 13   | 4   |
| Scotland           | 2022      | 6    | 2   |
| Scotland           | 2023      | 8    | 1   |
| Scotland           | 2024      | 2    | 0   |
| Tổng cộng          | Tổng cộng | 36   | 9   |

#### Bàn thắng quốc tế
Bàn thắng và kết quả của Scotland được để trước.
| # | Ngày                 | Địa điểm                                   | Đối thủ        | Bàn thắng | Kết quả | Giải đấu                      |
| - | -------------------- | ------------------------------------------ | -------------- | --------- | ------- | ----------------------------- |
| 1 | 7 tháng 9 năm 2020   | Sân vận động Andrův, Olomouc, Cộng hòa Séc | Cộng hòa Séc   | 1–1       | 2–1     | UEFA Nations League 2020–21   |
| 2 | 11 tháng 10 năm 2020 | Hampden Park, Glasgow, Scotland            | Slovakia       | 1–0       | 1–0     | UEFA Nations League 2020–21   |
| 3 | 4 tháng 9 năm 2021   | Hampden Park, Glasgow, Scotland            | Moldova        | 1–0       | 1–0     | Vòng loại FIFA World Cup 2022 |
| 4 | 7 tháng 9 năm 2021   | Sân vận động Ernst Happel, Vienna, Áo      | Áo             | 1–0       | 1–0     | Vòng loại FIFA World Cup 2022 |
| 5 | 9 tháng 10 năm 2021  | Hampden Park, Glasgow, Scotland            | Israel         | 2–2       | 3–2     | Vòng loại FIFA World Cup 2022 |
| 6 | 12 tháng 10 năm 2021 | Tórsvøllur, Tórshavn, Quần đảo Faroe       | Quần đảo Faroe | 1–0       | 1–0     | Vòng loại FIFA World Cup 2022 |
| 7 | 21 tháng 9 năm 2022  | Hampden Park, Glasgow, Scotland            | Ukraina        | 2–0       | 3–0     | UEFA Nations League 2022–23   |
| 8 | 21 tháng 9 năm 2022  | Hampden Park, Glasgow, Scotland            | Ukraina        | 3–0       | 3–0     | UEFA Nations League 2022–23   |
| 9 | 17 tháng 6 năm 2023  | Sân vận động Ullevaal, Oslo, Na Uy         | Na Uy          | 1–1       | 2–1     | Vòng loại UEFA Euro 2024      |